# 西部州 (ルワンダ)
西部州（せいぶしゅう、ルワンダ語: Intara y'Iburengerazuba, フランス語: Province de l'Ouest）は、ルワンダを構成する5つの州のうちの一つ。ルワンダ西部に位置する。州都はキブエ。人口は290万人（2022年国勢調査）。

## 設立まで
2006年1月1日にルワンダの行政区分が再編され、西部州が成立した。西部州は2002年以前のチャンググ県、ギセニ県、キブエ県、及びルヘンゲリ県の一部からなる。

## 地理
ヴィルンガ山地のカリシンビ山の南、キヴ湖の東岸に位置する。
コンゴ民主共和国とブルンジに接している。主要都市はギセニ及びチャンググ。キガリに次いで人口稠密である。北に火山国立公園、中北部にギシュワティ森林保護区、南部にニュングェ国立公園がある。北東に北部州、東に南部州、北にコンゴ民主共和国北キヴ州、西に南キヴ州と接する。ギシュワティの森は開発により99.4%が失われた。

## 隣接州
- 北部州
- 南部州
- ブジュンブラ県
- 南キヴ州
- 北キヴ州

## 下位行政区画

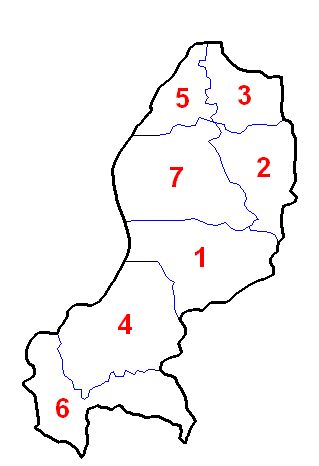
西部州の郡

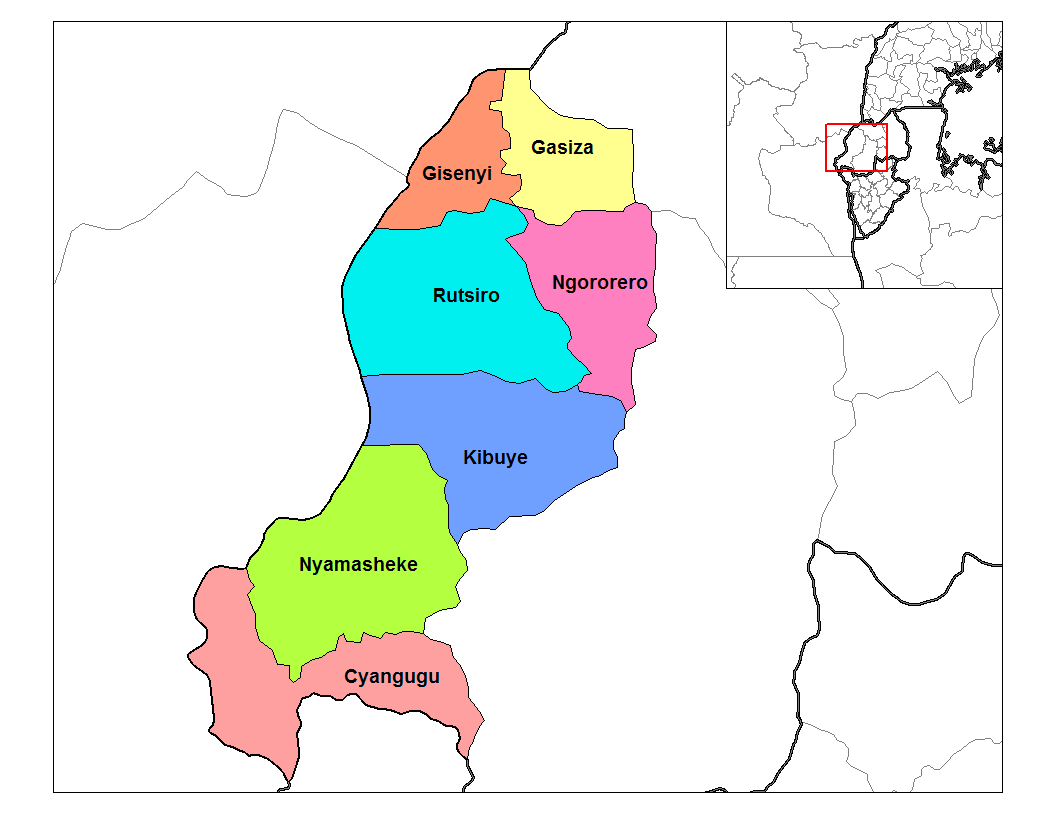
西部州の郡

1. カロンギ郡（英語版）（Karongi）
2. ンゴロレロ郡（英語版）（Ngororero）
3. ニャビブ郡（英語版）（Nyabihu）
4. ニャマシェケ郡（英語版）（Nyamasheke）
5. ルバブ郡（英語版）（Rubavu）
6. ルシジ郡（英語版）（Rusizi）
7. ルチロ郡（英語版）（Rutsiro）